# Langenhorn (Nordfriesland)
|  | Per a altres significats, vegeu «Langenhorn». |

Langenhorn (frisó septentrional goesharder Hoorne, danès Langhorn, baix alemany Langenhoorn) és un municipi del districte de Nordfriesland, dins l'amt  Mittleres Nordfriesland, a l'estat alemany de Slesvig-Holstein. Es troba al mig entre Niebüll i Husum a la línia ferroviària Hamburg-Westerland (Sylt).

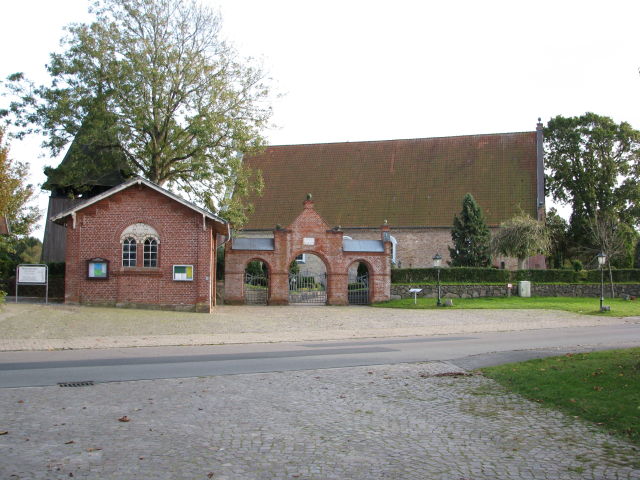
Església de Llorenç de Roma al carrer De Straat

El primer esment escrit del poble data del 1352. Els primers assentaments van crear-se al llarg de la carretera L13 Dorfstraße que connecta West- i Ost Langenhorn. El 1681 va obtenir el dret d'organitzar tres vegades l'any un mercat que va donar-li una funció de centre regional. Va atreure artesans i menestrals. Fins que el 1864 Prússia va annexionar el ducat de Slesvig-Holstein, el poble pertanyia a la corona danesa. Després de diverses reorganitzacions administratives, finalment va crear-se el 1934 el municipi de Langenhorn en ajuntar els nuclis de Loheide, Mönkebüll, Oster-Langenhorn, Wester-Langenhorn i Efkebüll, un antic hallig (illa costanera pòlderitzada) al Bongsieler Kanal.
Des dels anys1970 unes pimes d'artesania i de serveis van establir-se al poble rural. L'agricultura va esdevenir l'activitat econòmica segona. Des del 2005 el govern de Kiel va reconèixer-lo com lloc de lleure, per a la qualitat de l'aire i del paisatge, el que va contribuir al turisme rural. Els senders passen a través una variació de landa, boscs, prats humits i pòlders. La proximitat del mar del nord amb platges arenoses i ports esportius contribueix a l'atractivitat.

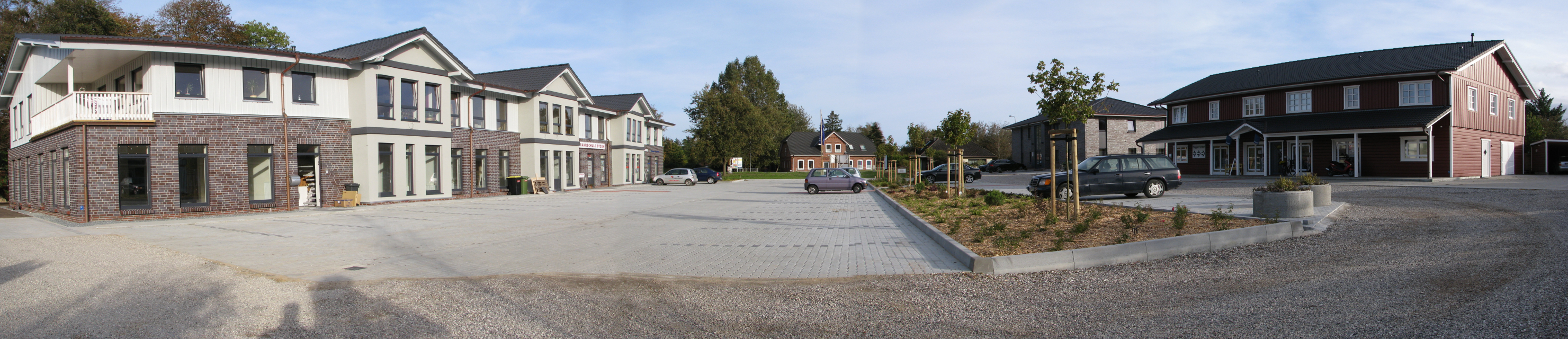
Un centre d'empreses de serveis a Mönkebüll

La tranquil·litat del poble sense gaire història va trencar-se quan el 2009 un projecte de construcció de vuit aerogeneradors va escindir la població. Finalment quatre s'estan construint, els quatre més queden controvertits.

## Toponímia
Ans al contrari de molts pobles al nord d'Alemanya, Langenhorn va mantenir molts noms de carrers originals en baix alemany: Markstraat, de Straat, Ole Karkweg, Schoolstieg, Schoolstraat, Muusweg, In de Bargen, Möhlenbarg...

## Llista de burgmestres
- Christian Giencke (1945-1946): CDU
- Magnus Feddersen (-1990), CDU, ciutadà d'honor
- Hellmut Lorenzen, (1990 - 1994), SPD
- Godber Carstensen, (1994 - 2008), CDU
- Host Petersen, (2008-…), ABW